# Hami Mandıralı
Hami Mandıralı (* 20. Juli 1968 in Arsin) ist ein ehemaliger türkischer Fußballspieler und derzeitiger Trainer.

## Spielerkarriere

### Verein
Seine Karriere begann er im Alter von zehn Jahren bei Trabzonspor, wo er 1985 seinen ersten Einsatz als Profispieler hatte. Er wurde schnell zum Stammspieler und agierte in zentral-offensiver Position. Seinen Durchbruch feierte er in der Saison 1987/1988 mit 17 Toren in 37 Spielen.
1998 wechselte Mandıralı für eine Summe von sieben Millionen DM zum FC Schalke 04, kehrte jedoch nach einer Spielzeit zu Trabzonspor zurück. Mit dieser Transfersumme war er damals der teuerste Transfer der Vereinsgeschichte der Gelsenkirchener. Schalke wurde auf ihn während des Aufeinandertreffens zwischen Schalke und Trabzonspor im UEFA-Pokal der Saison 1996/97 aufmerksam. Beim Rückspiel, welches 3:3 endete, erzielte Mandıralı zwei Tore und war bester Spieler der Partie. Nachdem die Gelsenkirchener ihn nicht zum Sommer 1997 verpflichten konnten, gelang der Wechsel 1998. Obwohl der sensible Familienvater Mandıralı innerhalb der Mannschaft als sehr angenehmer Kollege aufgefasst wurde, hatte er mit Anpassungs- und Verständigungsschwierigkeiten zu kämpfen. Außerdem tat er sich schwer, die Anforderungen von Huub Stevens, der auch von den Offensivspielern Verteidigungsarbeit verlangte, zu erfüllen. So fasste Mandıralı in der Rückrunde den Entschluss, zum Saisonende wieder zu seinem alten Verein zurückzukehren. Er selbst kommentierte dabei sein Scheitern auf Schalke mit den Worten: "Ich kann nicht der Hami aus der Türkei sein, weil der Hami aus der Türkei in der Offensive alle Freiheiten hat." Gegen Saisonende gelang es ihm, deutlich bessere Leistungen abzurufen. So erzielte er am 33. Spieltag gegen Eintracht Frankfurt sein erstes Bundesligator. Dieses Tor verwandelte er als direktes Freistoßtor und zeigte damit seine Qualitäten als Freistoßschütze. Im darauffolgenden Bundesligaspiel, welches auch sein letztes Spiel für Schalke werden sollte, erzielte er gegen 1860 München zwei Tore, eins wieder per Freistoß und das zweite per Elfmeter, und er war der beste Spieler seines Teams. Trotz dieser aufsteigenden Formkurve wechselte er zum Saisonende zu seinem vorherigen Klub Trabzonspor. Schalke erhielt für Mandıralı eine Ablösesumme von 2,255 Millionen DM, wodurch der wirtschaftliche Schaden dieses Transfers in Grenzen blieb.
Er spielte bis 2002 insgesamt 558 mal für Trabzonspor, mehr als jeder andere Spieler in der Vereinsgeschichte. In dieser Zeit erzielte er 219 Tore, womit er an dritter Stelle der erfolgreichsten Torschützen in der türkischen Liga steht. Darüber hinaus erzielte Mandıralı bei seinen 40 Einsätzen in der türkischen Nationalmannschaft acht Tore.
Nach der Saison 2001/02 wurde er an den Verein MKE Ankaragücü verkauft. Dort konnte er sich jedoch nicht behaupten und wurde gekündigt. Danach gab er sein Karriereende bekannt und begann eine Trainerkarriere.

### Nationalmannschaft
Mandıralıs Nationalmannschaftskarriere begann 1984 mit einem Testspieleinsatz für die türkische U-16-Nationalmannschaft. Im gleichen Jahr absolvierte er drei weitere Spieler für diese Jugendauswahl. Anschließend spielte er in den Jahren 1985 bis 1986 für die U-18-Auswahl seines Landes.
1987 begann er für die türkischen U-21 Nationalmannschaft aufzulaufen. Parallel zu dieser Tätigkeit spielte er auch für die Olympiaauswahl seines Landes. Nach seinen ersten Einsätzen für diese Mannschaften, wurde Mandıralı im November 1987 vom damaligen Nationaltrainer Mustafa Denizli im Rahmen eines EM1988-Qualifikationsspiel gegen die Nordirische Nationalmannschaft in den Kader der Türkischen A-Nationalmannschaft nominiert. In dieser Begegnung spielte er von Spielbeginn. Fortan gehörte er lange Jahre zu den regelmäßig nominierten Nationalspielern.
Er war ein wichtiger Spieler jener türkischen Nationalmannschaft, die es mit der Qualifikation für die Fußball-Europameisterschaft 1996 als Erste erreichte, sich für eine Fußball-Europameisterschaft zu qualifizieren. Während dieses Turniers kam Mandıralı zu zwei Einsätzen und schied bereits in der Gruppenphase aus. Mandıralı spielte insgesamt zwölf Jahre für die A-Nationalmannschaft, absolvierte dabei 48 Länderspiele und erzielte acht Tore.
Sein letztes Länderspiel absolvierte er am 27. März 1999 im EM2000-Qualifikationsspiel gegen die Moldauische Nationalmannschaft.

## Trainerkarriere
Von 2008 bis Mai 2010 war er Trainer der türkischen U-21 Nationalmannschaft. In dieser Funktion blieb er weit hinter den Erwartungen. Unter seiner Führung erlitt die türkische U-21 Auswahl mehrere klare Niederlagen, auch gegen vermeintlich schwächere Gegner wie Armenien oder Georgien.
Seit dem Sommer 2013 arbeitet er bei Trabzonspor als Co-Trainer und assistiert in dieser Funktion dem Cheftrainer Mustafa Reşit Akçay. Nachdem Akçay im Februar 2014 von seinem Amt zurückgetreten war, übernahm Mandıralı die Mannschaft erst interimsweise. Etwa eine Woche später wurde vom Vereinsvorstand bekannt gegeben, dass Mandıralı die Mannschaft mindestens bis zum Saisonende betreuen werde. Der Vereinsvorstand entschied sich für die neue Saison gegen Mandıralı und stellte stattdessen Vahid Halilhodžić als neuen Cheftrainer ein.
Am 15. November 2014 übernahm Mandıralı das Traineramt beim Zweitligisten Antalyaspor. Ende Februar 2015 wurde er entlassen.
Zur Rückrunde der Saison 2015/16 wurde er bei Trabzonspor als neuer Cheftrainer vorgestellt und übernahm damit zum zweiten Mal in seiner Karriere diesen Posten.

## Erfolge

### Als Spieler
Mit Trabzonspor
- Vizemeister der Süper Lig: 1994/95, 1995/96
- Türkischer Pokalsieger: 1995
- Türkischer Supercup: 1995
- Başbakanlık Kupası: 1994, 1996

Türkische Nationalmannschaft
Teilnahme an der Fußball-Europameisterschaft: 1996
Individuell
- 200er-Klub-Mitglied der Süper Lig
- 100er-Klub-Mitglied der Süper Lig